# Marius Plinius
Marius Plinius, Marius Kristian Plinius Rasmussen (ur. 20 lipca 1894 w Kopenhadze, zm. 26 sierpnia 1962 w Hellerup w aglomeracji Kopenhagi) – duński i polski manager żeglugowy.

## Życiorys
Pracował w Kompanii Wschodnio-Azjatyckiej (The East Asiatic Company Limited - EAC, Aktieselskabet Det Ostasiatiske Kompagni) w Kopenhadze, w której zajmował stanowisko kierownika linii bałtycko-amerykańskiej. Po utworzeniu przez jego firmę ze stroną polską Polskiego Transatlantyckiego Towarzystwa Okrętowego - PTTO (Polish Transatlantic Shipping Company Limited) pełnił w niej funkcję zastępcy dyrektora zarządzającego (1930–1934), również to samo stanowisko po zmianie nazwy spółki na Gdynia–Ameryka Linie Żeglugowe (1934–1939).
W okresie II wojny światowej po przeniesieniu siedziby firmy do Londynu powierzono mu funkcję jej kuratora (1940–1945), zaś po powrocie do Gdyni stanowisko dyrektora zarządzającego GAL'u (1946–1949).

## Ordery i odznaczenia
- Krzyż Komandorski Orderu Odrodzenia Polski (2 maja 1947)[3]